# Заради Уин-Дикси
„Заради Уин-Дикси“ (на английски: Because of Winn-Dixie) е семейна трагикомедия от 2005 г. на режисьора Уейн Уанг, продуциран от Тревър Албърт, по сценарий на Джоан Сингълтън, базиран е на едноименния роман от 2000 г., написан от Кейт Дикамило. Продуциран е от Walden Media и е разпространен от 20th Century Fox. Във филма участват Анасофия Роб (в дебютната ѝ роля), Джеф Даниълс, Сисели Тайсън, Люк Бенуард, Дейв Матюс, Ева Мари Сейнт, Кортни Джайнс, Би Джей Хупър, Ник Прайс, Ел Фанинг, Харланд Уилямс и Джон Макконъл. Премиерата на филма е на Американски филмов фестивал на 26 януари 2005 г. и е театрално пуснат в Съединените щати на 18 февруари 2005 г. Получи смесени отзиви от критиците и спечели 33,5 млн. щатски долара срещу производствения бюджет от 14 млн. щ.д. Пуснат е на VHS и DVD на 9 август 2005 г. от 20th Century Fox Home Entertainment.

## Актьорски състав
| Актьор         | Роля               |
| -------------- | ------------------ |
| Анасофия Роб   | Индия Опал Балоуни |
| Джеф Даниълс   | Господин Балоуни   |
| Сисели Тайсън  | Глория Дъмп        |
| Люк Бенуард    | Стивън Дюбери      |
| Дейв Матюс     | Отис               |
| Ева Мари Сейнт | Госпожа Франи Блок |
| Кортни Джайнс  | Аманда Уилкисън    |
| Би Джей Хупър  | Господин Алфред    |
| Ник Прайс      | Дънлап Дюбери      |
| Ел Фанинг      | Суити Пай Томас    |
| Харланд Уилямс | Полицаят           |

## В България
В България филмът е издаден на VHS и DVD на 21 декември 2005 г. от МейСтар Филм.
На 24 септември 2011 г. е излъчен по bTV Comedy с български дублаж. Екипът се състои от:
| Озвучаващи артисти  | Вилма Карталска Венета Зюмбюлева Живка Донева Веселин Ранков Радослав Рачев |
| Преводач            | Антонина Иванова                                                            |
| Тонрежисьор         | Наско Кашаров                                                               |
| Режисьор на дублажа | Албена Павлова                                                              |